# Гречаний Сергій Павлович
Сергій Павлович Греча́ний (нар. 12 грудня 1949, Ворошиловград — пом. 3 грудня 2000, Луганськ) — український художник; член Спілки радянських художників України з 1988 року.

## Біографія
Народився 12 грудня 1949 року в місті Ворошиловграді (нині Луганськ, Україна). 1968 року закінчив Луганське художнє училище; 1976 року — Харківський художньо-промисловий інститут, де навчався, зокрема, у Євгена Бикова, Адольфа Константинопольського, Бориса Косарєва, Олександра Хмельницького.
З 1977 року працював на Ворошиловградському художньо-виробничому комбінаті; у 1979—1985 роках викладав у Ворошиловградському художньому училищі. Жив у Луганську, в будинку на кварталі Якіра, № 2, квартира № 41. Помер у Луганську 3 грудня 2000 року.

## Творчість
Працював у галузі станкового і монументального живопису. Серед робіт:
монументальний живопис
- розпис «Джерело» у Луганській школі профспілок (1986);
- цикл розписів у Луганській обласній науковій бібліотеці:
  - «Література. Історія. Наука» (1983);
  - «Людина-творець» (1985);
  - «Енергія» (1987);
- мозаїка «Джордано Бруно» на Домі творчості у Седневі (1987);
- розпис «Пізнання» у Луганському аграрному університеті (1988);
- цикл вітражів «Пізнання» (1989);

станковий живопис
- цикл «Нові будинки» (1978–1987);
- «На висоті» (1979);
- «Вагончики» (1979);
- «Початок» (1986);
- «Двоє» (1987);
- «Молодість» (1988).

Брав участь у обласних, всеукраїнських та всесоюзних мистецьких виставках з 1978 року.